# Geüs-d’Oloron
Geüs-d’Oloron – miejscowość i gmina we Francji, w regionie Nowa Akwitania, w departamencie Pireneje Atlantyckie.
Według danych na rok 1990 gminę zamieszkiwało 201 osób, a gęstość zaludnienia wynosiła 31 osób/km² (wśród 2290 gmin Akwitanii Geüs-d’Oloron plasuje się na 976. miejscu pod względem liczby ludności, natomiast pod względem powierzchni na miejscu 1321.).